# Polizia segreta
Una polizia segreta è un organismo di polizia, tipico dei regimi autoritari, la cui azione si espleta in forma riservata per ragioni in genere di stretto ordine politico, con regole e mezzi simili a quelli dei servizi segreti e spesso senza obbligo di rispetto dell'ordinamento giuridico e dei diritti civili dei soggetti indagati. Per questo si differenzia dalla polizia politica, prevista anche nei regimi democratici.

## Caratteristiche
Essa costituisce uno strumento frequentemente presente fra le istituzioni dei regimi totalitari, che se ne servono per indagare con maggiore efficacia sull'eventuale insorgenza di opposizioni clandestine, per individuare con maggior precisione gli eventuali potenziali agitatori e dissenzienti e comunque per disincentivare, attraverso la diffusione del timore di organismi segreti onnipresenti, le aggregazioni sovversive. D'ordinario si tratta di organizzazioni create in seno a un corpo militare o di polizia, a diretta gestione governativa e che presentano molte analogie strutturali e ordinamentali con i servizi segreti, dei quali talvolta costituiscono un omologo interno.
Si distingue dalla polizia politica, perché questa contrasta l'eversione dell'ordine democratico da parte di gruppi estremistici, compreso il terrorismo politico.

## Attività
In genere l'attività di una polizia segreta prescinde dalle ordinarie forme procedurali cui la normale polizia è soggetta, potendo agire con ampia portata di poteri che non di rado sconfinano in arbitrio; di alcune polizie segrete, ad esempio, è noto il ricorso alla tortura. Organismi di questo genere, già opachi per il fatto di basarsi regolarmente su informatori "fidati" (cioè di un dato orientamento politico) o ricattabili, spesso sollecitano forme di delazione.

## Elenco di polizie segrete
Questo è un elenco parziale. Va precisato che non esiste un distinguo preciso tra polizia segreta e polizia politica e che spesso i due termini sono utilizzati come sinonimi.

### Inattive
Fra le polizie segrete più note dei regimi autoritari del passato si ricordano:
- Crypteia (in greco, κρυπτεία/krypteía) di Sparta (715 a.C. - 338 a.C.)
- Guardia Pretoriana (27 a.C. - 312 d.C.), Frumentarii (98 d.C. - 319 d.C.), Arcani (753 a.C. - 476 d.C.) e Magister officiorum (319 d.C. - 678 d.C.) dell'Impero Romano
- Magister officiorum (395 d.C. - 678 d.C.) e Ufficio dei Barbari (in greco: σκρίνιον τῶν βαρβάρων/skrinion tōn Barbaron, 648 d.C. - 1453 d.C.) dell'Impero Bizantino
- Jinyiwei (Cinese semplificato: 锦衣卫) della dinastia Ming (1368 - 1661)
- Inquisizione romana (Congregazione della Sacra, Romana ed Universale Inquisizione del Santo Offizio) dello Stato Pontificio (1230 - 1908)
- Inquisizione spagnola (spagnolo: Inquisición Española, nome completo: Tribunal del Santo Oficio de la Inquisición) dell'Impero Spagnolo (1478 - 1834)
- Inquisizione portoghese (portoghese: Inquisição Portuguesa, nome completo: Conselho Geral do Santo Ofício) dell'Impero Portoghese (1536 - 1821)
- Opričniki (опричник) dello Zar Ivan il Terribile durante il periodo dell'Opričnina (1565 - 1573)
- Comité de la Sécurité publique e Bureau général de la police durante il Terrore Francese (1793 - 1794)
- Gendarmerie Impériale e Sûreté Nationale della Francia napoleonica (1799 - 1815)
- Terza Sezione (in russo, Третье отделение, Tret'e otdelenie), poi Ochrana (Охранное отделение, Ochrannoe otdelenie) dell'Impero Russo (1826 - 1917)
- Evidenzbureau dell'Impero austro-ungarico (1850 - 1918)
- Polizia Segreta Prussiana (Tedesco: Preußische Geheimpolizei) dello Stato tedesco di Prussia (1854 - 1933)
- Organizzazione Speciale (turco ottomano: تشکیلات مخصوصه; Teşkilât-ı Mahsusa) dell'Impero ottomano (1913 - 1918)
- Čeka (Črezvyčajnaja komissija, poi GPU, NKVD, MGB, KGB) dell'URSS coadiuvate da GRU (attiva ancora oggi), GUGB con incarichi differenti (1918 - 1991)
- OVRA (Organizzazione di Vigilanza e Repressione dell'Antifascismo) dell'Italia fascista (1927- 1945)
- Gestapo (Geheime Staats-Polizei) della Germania nazista (1933 - 1945)
- Gestapo serba (1942 - 1944)
- Ustascia della Croazia di Ante Pavelić (1941 - 1945)
- Milice française della Francia di Vichy (1940 - 1944)
- Siguranţa (Siguranţa Statului) della Romania di Ion Antonescu (1940 - 1944)
- MAH (Milli Emniyet Hizmeti) della Turchia kemalista (1923 - 1938)
- Oniwabanshū (御庭番衆, "Guardie del giardino interno") del Giappone nel periodo Tokugawa (1603 - 1868)
- Tokkō (Tokubetsu Kōtō Keisatsu, "Apparato di Polizia Speciale Superiore") del Giappone imperiale (1911 - 1945)
- BIS (Bureau of Investigation and Statistics, cinese semplificato: 军统) della Repubblica di Cina di Chiang Kai-shek (1938 - 1946)
- DINA (Dirección de inteligencia nacional) del regime di Pinochet in Cile (1973 - 1989)
- CFS (Commando Federal Seguridad) dell'Argentina peronista (1946 - 1955)
- DIPA (División de Información Política Antidemocrática) della dittatura militare argentina (1976 - 1983)
- Pyragües del Paraguay di José Gaspar Rodríguez de Francia (1814 - 1840)
- DIPC (Departamento de Investigaciones de la Policía) del Paraguay di Alfredo Stroessner (1954 - 1989)
- SN (Seguridad Nacional) del Venezuela di Marcos Pérez Jiménez (1953 - 1958)
- BRAC (Büro de Represión de Comunistas Actividades) del regime di Batista a Cuba (1940 - 1944, 1952 - 1959)
- SIM (Servicio Inteligencia Militar) della Repubblica Dominicana di Rafael Trujillo (1942 - 1952)
- DIPD (División de Investigaciones para la Prevención de la Delincuencia) del Messico di Porfirio Dìaz (1876 - 1911)
- Tonton Macoutes (Milice de Volontaires de la Sécurité Nationale, MVSN) del regime dei Duvalier ad Haiti (1957 - 1986)
- DOI-CODI (Departamento de operações Internas-Centro de operações de Defesa Interna) della dittatura militare brasiliana (1964 - 1985)
- SES (Servicio Especial de Seguridad) della dittatura militare boliviana (1964 - 1971)
- BOSS (Bureau Of State Security) del Sudafrica dell'apartheid (1964-1994)
- ANSP (Agency for National Security Planning) della Corea del Sud militare (1961-1987)
- DGSE (Dirección General de Seguridad del Estado) del Nicaragua dei Somoza (1936 - 1979)
- ORDEN (Organización Democrática Nacionalista) di El Salvador con Josè Napoleon Duarte (1972 - 1989)
- DENI (Departamento Nacional de Investigaciones) di Panama con Manuel Noriega (1983 - 1989)
- SIN (Servicio de Inteligencia Nacional) del Perù di Alberto Fujimori (1990 - 2000)
- PMA (Policia Militar Ambulante) del Guatemala durante la Guerra Civile Guatemalteca (1960 - 1996)
- Stasi (Ministerium für Staatssicherheit, MFS) della Germania Est comunista (1950 - 1990)
- AVH (Államvédelmi Hatóság) - Autorità per la Protezione dello Stato - polizia segreta nell'Ungheria comunista dal 1945 al 1956
- Securitate (Securităţii Departamentul Statului) della Romania comunista (1948 - 1989)
- Sigurimi (Drejtorija e Sigurimit të Shtetit) dell'Albania comunista (1945 - 1992)
- UDBA (Uprava Državne Bezbednosti) della Jugoslavia comunista (1945 - 1992)
- SB (Służba Bezpieczeństwa) della Polonia comunista (1956 - 1990)
- KDS (Komitet za dăržavna sigurnost) della Bulgaria comunista (1944 - 1989)
- StB (Státní bezpečnost) della Cecoslovacchia comunista (1948 - 1990)
- SAVAK (Sazeman-e Ettelaat va Amniyat-e Keshvar) dello Scià di Persia (1941 - 1979)
- Mukhabarat (Jihaz al-Mukhabarat al-Amma) dell'Iraq ba'thista di Saddam Hussein (1979 - 2003)
- Mukhabarat (Mukhabarat el-Jamahiriya) della Libia di Muʿammar Gheddafi (1969 - 2011)
- DSE (Département puor la sécurité de l'Etat) della Tunisia di Habib Bourguiba (1957 - 1987) e Zine El-Abidine Ben Ali (1987 - 2011)
- Amro bil mahroof del regime dei Talebani in Afghanistan (1996 - 2001)
- CSOC (Communist Suppression Operations Command) della Thailandia dei Tre Tiranni (1963 - 1973)
- Topi Bianchi del Vietnam del Sud di Nguyễn Văn Thiệu (1965 - 1975)
- Santebal del regime comunista di Pol Pot in Cambogia (1975 - 1979)
- Kopkamtib (Komando Pemulihan Keamanan dan Ketertiban), poi Bakorstanas (Badan Koordinasi Stabilitas Nasional) dell'Indonesia di Suharto (1967 - 1998)
- MSS (Malayan Security Service) della Malaysia di Mahathir bin Mohamad (1981 - 2003)
- Taiwan Garrison Command (Cinese: 台湾警备总司令部; pinyin: Táiwān Jǐngbèi Zǒngsīlìngbù) a Taiwan con i Chiang (1949 - 1988)
- MISG (Military Intelligence e Security Group) delle Filippine di Ferdinand Marcos (1965 - 1986)
- NSS (National Security Service) delle Maldive di Maumoon Abdul Gayoom (1978 - 2008)
- SPLA (Seychelles People's Militia) delle Seychelles di France-Albert René (1977 - 2004)
- ESA (Ελληνική Στρατιωτική Αστυνομία) della Grecia durante la dittatura dei colonnelli (1967 - 1974)
- Organización Contrasubersiva Nacional (OCN), poi SECED (Servicio Central de Documentación) della Spagna franchista (1939 - 1975)
- PVDE (Polícia de Vigilância e Defesa do Estado), poi PIDE (Polícia Internacional e de Defesa do Estado), infine DGS (Direcção Geral de Segurança) del Portogallo salazarista (1933 - 1974)
- Nech-Lebash dell'Impero etiope di Hailé Selassié (1930 - 1974)
- MPCA dell'Etiopia comunista di Menghistu Hailè Mariàm (1974 - 1991)
- CND, poi SNIP (Service Nationale de information e protection) dello Zaire di Joseph-Désiré Mobutu (1965 - 1997)
- Network Security Services (NSS) e l'Hangash (Hay'adda Nabad Gal'yada Gaashaandhiga) della Somalia di Siad Barre (1969 - 1991)
- SB (Special Branch), poi DSI (Directorate of Security Intelligence) del Kenya di Daniel Toroitich arap Moi (1978 - 2002)
- ATU (Anti-Terrorist Unit) della Liberia di Charles Taylor (1997 - 2003)
- NSO (Nigerian Security Organization) della Nigeria di Olusegun Obasanjo (1976 - 1979)
- JİTEM (Jandarma İstihbarat ve Terörle Mücadele) della Turchia durante la Conflitto curdo-turco (1987 - 2005)
- ICSR (Informativni Centar za Spas Republike) della Bosnia ed Erzegovina durante la Guerra di Bosnia (1992 - 2000)

### Attuali
Fra le polizie segrete più note dei regimi autoritari attuali si ricordano:
- Direzione Generale dell'Intelligence (DGI) dell'Afghanistan dei talebani
- KGB (Komitet Gosudarstvennoi Besopasnosti) della Bielorussia di Aljaksandr Lukašėnka (1994 - presente)
- MIT (Millî İstihbarat Teşkilatı) della Repubblica di Turchia (1965 - presente)
- VEVAK (Vezarat-e Ettela'at Jomhuri-ye Eslami-ye Iran) e i Pasdaran (sepāh-e pāsdārān-e enghelāb-e eslāmi) dell'Iran (1979 - presente)
- Mukhabarat (Gihāz al-Mukhābarāt al-ʿĀmma) della Repubblica Araba d'Egitto (1953 - presente)
- Mukhabarat (Dairat al-Mukhabarat al-Amma) del Regno Hascemita di Giordania (1952 - presente)
- Mukhabarat (Al Mukhabarat Al A'amah), il Mabahith (al-Mabāḥiṯ al-ʿ Amma) e la Muttawa (هيئه الأمر بالمعروف و النهي عن المنكر), del Regno Arabo Saudita (1932 - presente)
- Mukhabarat (Shu'bat al-Mukhabarat al-'Askariyya) della Siria ba'thista degli Assad (1970 - presente)
- Mukhabarat (al-Amn al-Watani al-Mukhabarat) della Repubblica dello Yemen (1990 - presente)
- ISS (Internal Security Service, Arabo: جهاز الأمن الداخلي) del Sultanato dell'Oman (1970 - presente)
- SSA (State Security Agency, مباحث امن الدولة) dell'Emirato del Kuwait (1961 - presente)
- SSB State Security Bureau dell'Emirato del Qatar (2004 - presente)
- MTN (Milli Təhlükəsizlik Nazirliyi) dell'Azerbaigian degli Aliyev (1993 - presente)
- KNB (Komitet Natsional'noi Bezopasnosti) del Kazakistan di Nursultan Nazarbaev (1991 - presente)
- MHH (Milliy Havfsizlik Hizmati) dell'Uzbekistan di Islom Karimov (1990 - presente)
- MHM (Türkmenistanyň Milli howpsuzlyk ministrilgi) del Turkmenistan di Saparmyrat Nyýazow (1991 - 2006) e Gurbanguly Berdimuhamedow (2006 - presente)
- КДАМ (Кумитаи давлатии амнияти милли) del Tagikistan di Emomali Rahmon (1993 - presente)
- BSI (Bureau of Special Investigation) della dittatura militare birmana (1951 - presente)
- BISD (Brunei Internal Security Department) del Sultanato del Brunei (1993 - presente)
- SISD (Internal Security Department, cinese: 新加坡内部安全局; pinyin: Xīn jiā pō nèi bù ān quán jú) di Singapore (1970 - presente)
- CID (Central Intelligence Department) della Cambogia di Hun Sen (1985 - presente)
- Guóānbù (Zhōnghuá Rénmín Gònghéguó Guójiā Ānquánbù) della Cina (1949 - presente)
- TC2 (Tong cuc Tinh BaO) del Vietnam (1976 - presente)
- Dipartimento di sicurezza dello Stato della Corea del Nord dei Kim (1948 - presente)
- Dirección General de Inteligencia di Cuba (1959 - presente)
- SEBIN (Servicio Bolivariano de Inteligencia Nacional) della Repubblica Bolivariana del Venezuela (1998 - presente)
- DAI (Directorate of Intelligence Affairs) del Nicaragua di Daniel Ortega (2007 - presente)
- DNII (Dirección Nacional de Investigacion e Inteligencia) dell'Honduras di Porfirio Lobo Sosa (2009 - presente)
- FIS (Fiji Intelligence Services) della dittatura militare figiana (2006 - presente)
- DST (Direction de la Surveillance du Territoire) del Regno del Marocco (1956 - presente)
- Département du Renseignement et de la Sécurité (DRS) della Repubblica Democratica Popolare di Algeria (1962 - presente)
- Mukhabarat (Jihaaz Al Amn Al Watani Wal Mukhaabaraat) del Sudan di Omar al-Bashir (1989 - presente)
- MI (Military Intelligence) del Sudan del Sud di Salva Kiir Mayardit (2011 - presente)
- CRID (Central Revolutionary Investigation Department) dell'Etiopia (1991 - presente)
- Hagerawi Dehnet dell'Eritrea di Isaias Afewerki (1993 - presente)
- SDS (Service de Documentation et de Sécurité) del Gibuti di Ismail Omar Guelleh (1999 - presente)
- RSPS (Royal Swaziland Police Service) del Regno dello Swaziland (1968 - presente)
- CIO (Central Intelligence Organisation) dello Zimbabwe (1980 - presente)
- SRI (Service de recherche et d'investigation) del Togo degli Gnassingbé (1967 - presente)
- CNS (Conseil national de sécurité) del Gabon dei Bongo (1967 - presente)
- NIA (National Intelligence Agency) del Gambia della Repubblica del Gambia (1994 - presente)
- ZSIS (Zambia Security Intelligence Service) dello Zambia di Michael Sata (2011 - presente)
- RRG (Regiment et Renseignements Généraux) del Burkina Faso di Blaise Compaoré (1987 - presente)
- DSN (Departamento de Seguridad Nacional) della Guinea Equatoriale di Teodoro Obiang Nguema Mbasogo (1979 - presente)
- MSE (Ministério da Segurança do Estado) dell'Angola di José Eduardo dos Santos (1979 - presente)
- DGSE (Direction Générale de la Sécurité d'État) della Repubblica del Congo di Denis Sassou Nguesso (1979 - 1992, 1997 - presente)
- DEMIAP (Détection Militaire des Activités Anti-Patrie) della Repubblica Democratica del Congo dei Kabila (1997 - presente)
- ANS (Agence nationale de sécurité) del Ciad di Idriss Déby (1990 - presente)
- Brigade Mixte Mobile (BMM) del Camerun di Paul Biya (1982 - presente)
- ISO (Internal Security Organisation) dell'Uganda di Yoweri Museveni (1986 - presente)
- NISS (National Intelligence and Security Services) del Ruanda di Paul Kagame (2000 - presente)
- SNR (Service National de Renseignements) del Burundi di Pierre Nkurunziza (2005 - presente)